# Понсонна
Понсонна (фр. Ponsonnas) — коммуна во Франции, находится в регионе Рона — Альпы. Департамент коммуны — Изер. Входит в состав кантона Матезин-Триев. Округ коммуны — Гренобль.
Код INSEE коммуны — 38313. Население коммуны на 1999 год составляло 226 человек. Населённый пункт находится на высоте от 496 до 870 метров над уровнем моря. Муниципалитет расположен на расстоянии около 520 км юго-восточнее Парижа, 125 км юго-восточнее Лиона, 34 км южнее Гренобля. Мэр коммуны — Max Vincent, мандат действует на протяжении 2001—2008 гг.
Динамика населения (INSEE):